# Alfred Gonti Pius Datubara
Alfred Gonti Pius Datubara OFMCap (Lawe Bekung, 12 de fevereiro de 1934) é Arcebispo Emérito de Medan.
Alfred Gonti Pius Datubara ingressou na ordem religiosa capuchinha e foi ordenado sacerdote em 22 de fevereiro de 1964 pelo Arcebispo de Medan, Antoine Henri van den Hurk OFMCap.
Papa Paulo VI nomeou-o bispo titular de Novi e bispo auxiliar de Medan em 5 de abril de 1975. O Arcebispo de Semarang, Cardeal Justinus Darmojuwono, ordenou-o bispo em 29 de junho do mesmo ano; Os co-consagradores foram Antoine Henri van den Hurk OFMCap, Arcebispo de Medan, e Raimundo Cesare Bergamin SX, Bispo de Padang.
Em 24 de maio de 1976 foi nomeado Arcebispo de Medan. Em 12 de fevereiro de 2009, o Papa Bento XVI acatou seu pedido de demissão por idade.